# Elaphropeza benitotani
Elaphropeza benitotani är en tvåvingeart som beskrevs av Igor Shamshev 2007. Elaphropeza benitotani ingår i släktet Elaphropeza och familjen puckeldansflugor.
Artens utbredningsområde är Singapore. Inga underarter finns listade i Catalogue of Life.